# Billet de 100 francs bleu et rose
Pour les articles homonymes, voir 100 francs.
Recto
Verso
Chronologie
100 francs bleu 1882 100 francs Luc Olivier Merson
Le 100 francs bleu et rose est un billet de banque en francs français créé le 12 septembre 1888 par la Banque de France et mis en circulation le 4 mars 1889 en remplacement du 100 francs bleu 1882. Il sera suivi du 100 francs Luc Olivier Merson.

## Historique
Tout comme le 20 francs bleu-bistre, ce billet se présente en bichromie. L'autorité bancaire n'a en réalité fait que rajouter une trame et un motif de couleur rose par-dessus le modèle bleu de 1882, et ce, afin de décourager les contrefacteurs.
Après bien des difficultés, l'Institut monétaire finit par progressivement le remplacer à partir de 1910 par la mise en circulation du 100 francs Merson, premier billet polychrome français à circuler. Le début de son retrait de circulation intervient le 16 décembre 1943 comme l'indique la Banque : ce qui sous-entend qu'éventuellement, les deux types de billets de 100 francs circulèrent à partir de 1910. Il fut définitivement privé de son cours légal le 4 juin 1945 après un tirage de 131 675 000 exemplaires.
Il est imprimé de 1888 à 1909, comme l'attestent les millésimes répertoriés : certains sont rares (1892, 1898 et 1899).
Les autres billets de la série sont le 50 francs bleu et rose, le 500 francs bleu et rose, et le 1000 francs bleu et rose.

## Description
La nouvelle trame rose appelée « fond de sécurité » a été dessinée par Daniel Dupuis et Georges Duval, gravée par Jules Robert par-dessus le modèle imaginé initialement par Paul Baudry.
Le motif représente au milieu d'arabesques quatre médaillons de femmes.
Pour le reste, le billet est identique au 100 francs bleu 1882.
Son format est de 180 mm x 112 mm.

## Le 100 francs de réserve (1892)

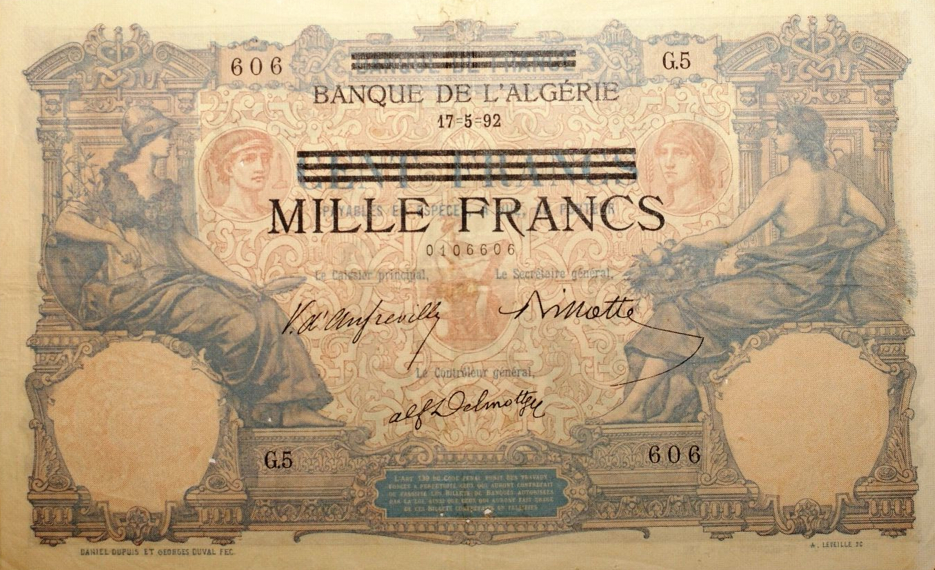
Le 100 francs 1892 de réserve, surchargé 1 000 en 1942 pour la Banque de l'Algérie (recto).
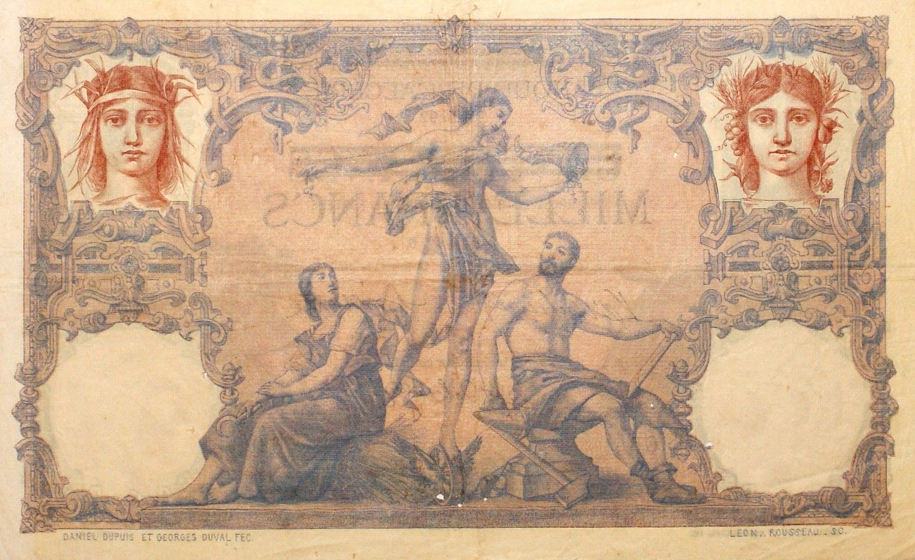
Le 100 francs 1892 de réserve : verso.

Ci-dessus, le billet de cent francs créé le 12 mai 1892 sur des dessins de Daniel Dupuis et Georges Duval, gravé par Auguste-Hilaire Léveillé (R°) et Léon Rousseau (V°), imprimé à 25 000 exemplaires jusqu'en 1894. Il servit de « billet de réserve » en prévision de contrefaçons trop abondantes du 100 francs bleu et rose. Ce type servit à la Banque de Madagascar en 1926 et à la Banque de l'Algérie [et de la Tunisie, occupation allemande], surchargé 1 000 francs, en 1942 et 1943.